# Mabella
A Mabella női név a Mábel alakváltozata, jelentése: szeretetreméltó.

## Rokon nevek
Amábel, Mábel

## Gyakorisága
Az újszülötteknek adott nevek körében az 1990-es években szórványosan fordult elő. A 2000-es és a 2010-es években sem szerepelt a 100 leggyakrabban adott női név között.
A teljes népességre vonatkozóan a Mabella sem a 2000-es, sem a 2010-es években nem szerepelt a 100 leggyakrabban viselt női név között.

## Névnapok
június 11., szeptember 7.